# Dicaeum erythrothorax
Dicaeum erythrothorax е вид птица от семейство Dicaeidae.

## Разпространение
Видът е разпространен в Индонезия.